# Число на Ферма
Число на Ферма́ е число от вида {\displaystyle F_{n}=2^{2^{n}}+1}, където {\displaystyle n\geqslant 0}.
При {\displaystyle n=0,1,2,3,4,5...} се образува поредицата:
3, 5, 17, 257, 65 537, 4 294 967 297, …
Наречени са на френския математик Пиер дьо Ферма, който пръв изказва хипотезата, че всички те са прости числа. Тази хипотеза обаче е опровергана от Леонард Ойлер в 1732 г., който намира прости множители в следващото число на Ферма:
{\displaystyle F_{5}=2^{2^{5}}+1=2^{32}+1=4294967297=641\cdot 6700417}
Обобщение на числото на Ферма е число от вида {\displaystyle a^{2^{n}}+b^{2^{n}}}. Числата на Ферма са при {\displaystyle a=2} и {\displaystyle b=1}. Диференчното уравнение се дава с {\displaystyle F_{n}=(F_{n-1}-1)^{2}+1} при {\displaystyle n\geqslant 1}. След 3 и 5 числата на Ферма завършват на 7.

## Просто число на Ферма
Известни са само 5 прости числа.
{\displaystyle F_{0}=2^{2^{0}}+1=2^{1}+1=3},
{\displaystyle F_{1}=2^{2^{1}}+1=2^{2}+1=5},
{\displaystyle F_{2}=2^{2^{2}}+1=2^{4}+1=17},
{\displaystyle F_{3}=2^{2^{3}}+1=2^{8}+1=257},
{\displaystyle F_{4}=2^{2^{4}}+1=2^{16}+1=65537}.
Следващите известни числа на Ферма вече са съставни, като към средата на 2019 г. са известни 305 съставни числа на Ферма и 349 различни техни делители. Хипотезата, че прости са само първите 5 члена от поредицата, остава недоказана.

### Връзка с построението на многоъгълници
През 1798 г. Карл Фридрих Гаус описва теорията на гаусовите периоди в труда си „Аритметични разследвания“ и формулира достатъчно условие за построение с линийка и пергел на правилен многоъгълник без да публикува доказателство. Пълното доказателство е дадено от Пиер Ванцел през 1837 г. и става известно като теоремата на Гаус-Ванцел:
Един правилен n-ъгълник може да бъде построен с линийка и пергел, ако и само ако n е произведение на степен на 2 и различни прости числа на Ферма, т.е. ако и само ако n е във вида n = 2kp1p2…ps, където k е неотрицателно цяло число, а pi са различни прости числа на Ферма.